# 1654.
◄ | 16. stoljeće | 17. stoljeće | 18. stoljeće | ►
◄ | 1620-ih | 1630-ih | 1640-ih | 1650-ih | 1660-ih | 1670-ih | 1680-ih | ►
◄◄ | ◄ | 1651. | 1652. | 1653. | 1654. | 1655. | 1656. | 1657. | ► | ►►
Arhitektura • Astronomija • Glazba • Kazalište • Kemija • Kiparstvo • Knjige • Književnost • Kršćanstvo • Medicina • Politika • Pravo • Promet • Slikarstvo • Znanost

## Rođenja
- 21. srpnja – Pedro Calungsod, filipinski svetac († 1672.)

## Smrti
- 1. prosinca – Jakov Mikalja, hrvatski jezikoslovac

## Vanjske poveznice
|  | Zajednički poslužitelj ima još gradiva o temi 1654. |